# Canal lateral al Loira
El Canal lateral al Loira (del francés: Canal Latéral à la Loire) es un canal artificial situado en Francia. Fue construido entre 1827 y 1838 para conectar el canal de Briare, en Briare, y el canal Central, en Digoin, una distancia de 196 km. Reemplazó el uso del río Loira que tenía problemas de fiabilidad derivados de las inundaciones invernales y las sequías veraniegas. Se usaban acueductos para cruzar el río Allier en Le Guétin (en el municipio de Cuffy) y el río Loira en Digoin, pero debido a la extremada longitud requerida, no fue construido uno para cruzar el río Loira en Briare hasta 1896 cuando se construyó el acueducto de Briare.

## Historia
A finales del siglo XVIII con la finalización del canal Central, la ruta del Borbonés desde el río Sena hasta el río Saona estaba sustancialmente como en la actualidad, salvo por el uso del Loira navegable entre Briare y Digoin. La introducción del transporte de vapor y los dragados no pudieron conseguir la fiabilidad de los canales, así que fue en 1822 cuando finalmente se dio la orden de construirla a la Compagnie des Quatre Canaux. Aunque la intención original fue reemplazar el canal en la orilla derecha, las ciudades de Nevers, la Charité y Cosne no tenían espacio para un canal y al final la construcción se inició en 1827 sobre un canal en la orilla izquierda. Dos macizos acueductos de piedra se construyeron en Digoin y Guétin para evitar cruces a nivel de ríos con una longitud de 243 m y 470 m respectivamente, pero esto no fue posible en Briare debido al peligro de bloquear el río durante los períodos de inundaciones.
Con la adopción de la norma de Freycinet en 1879, y la mejora del sistema de canales, las frecuentes tardanzas de varios días para cruzar el Loira en Briare se volvieron inaceptables y se construyó un acueducto de acero de 662 m para cruzar el Loira y así conectarlo al canal de Briare por Abel Mazoyer. Esta es parte del canal lateral al Loira, no del canal de Briare.

## Itinerario
El canal pasa por los siguientes puntos:
- Pk. 198: Briare
- Pk. 198: acueducto de Briare
- Pk. 192: Châtillon-sur-Loire
- Pk. 187: a la izquierda de la rama de Châtillon canal para acceder al río Loira.[2]
- Pk. 180: Belleville-sur-Loire
- Pk. 175: Léré
- Pk. 159.5: Saint-Satur o Saint-Thibault-sur-Loire
- Pk. 143: Herry
- Pk. 125: Marseilles-lès-Aubigny
- Pk. 100: Nevers
- Pk. 68.5: Decize
- Pk. 53: Gannay-sur-Loire
- Pk. 41: Garnat-sur-Engievre
- Pk. 29: Dompierre-sur-Besbre rama del canal por la derecha a Dompierre-sur-Besbre
- Pk. 15: Coulanges
- Pk. 4: Digoin
- Pk. 0: continúa como el Canal Central